# Youth of Today
Youth of Today — американская хардкор-панк-группа, основанная в 1985 году. Группа сыграла ключевую роль в формировании хардкорного поджанра youth crew и следовала философии straight edge и вегетарианскому образу жизни. Считается лидером второй волны straight edge середины 1980-х годов.

## История
Группа Youth of Today была основана в 1985 году в городе Данбури, Коннектикут, двумя участниками хардкор-панк-группы Violent Children: вокалистом Рейем Каппо и гитаристом Джоном Порселли. Они захотели создать ансамбль straight edge в период, в который большинство групп straight edge старой школы прекратили своё существование. Будучи не в состоянии найти бас-гитариста и барабанщика, Рэй и Порселли приняли в группу двух своих школьных друзей, Грэхама Филлипса и Даррена Пески, которые ранее играли вместе с Порселли в группе The Young Republicans.

### Can’t Close My Eyes
В 1985 году группа записала дебютный мини-альбом Can’t Close My Eyes, который вышел на лейбле Positive Force Records, принадлежавшем Кэвину Секондсу — лидеру популярной хардкор-панк-группы 7 Seconds. Вскоре Грэхам и Даррен покинули группу и на их место пришли музыканты нью-йоркской группы Straight Ahead: Крейг Сетари (бас-гитара) и Томми Кэррол (ударные). Во время вторых по счёту гастролей Youth of Today, Томми покинул группу и на его место пришёл Дрю Томас из Crippled Youth (позднее сменившей своё название на Bold).

### Break Down The Walls
Спустя короткое время к группе в качестве второй гитары присоединился вокалист Underdog Ричи Биркенхед. В этом составе был записан первый альбом Youth of Today, получивший название Break Down the Walls и изданный лейблом Wishingwell Records. После окончания записи альбома, Дрю в ансамбле сменил Майк «Джодж», позднее ставший вокалистом группы Judge. Крэйг также оставил группу и воссоздал Straight Ahead (позднее он играл в составе Agnostic Front и Sick of It All). Его место в группе занял Уолтер Шрайфельс из Gorilla Biscuits.
После завершения концертного тура, последовавшего за выходом альбома Break Down The Walls, ряды ансамбля покинуд второй гитарист Ричи. В этом составе Youth of Today появились с двумя песнями в семплере лейбла Revelation Records New York Hardcore — The Way It Is, в записи которого также приняли участие такие нью-йоркские группы, как Bold, Gorilla Biscuits, Side By Side и Sick of it All.

### We’re Not In This Alone
В конце 1987 года группу покинул Майк. На его место пришёл новый барабанщик Сэмми Сиглер из Side by Side. В 1988 году Youth of Today записали свой классичесский второй альбом We're Not in This Alone, изданный в Америке лейблом Caroline Records, а в Европе — Funhouse Records.
В начале 1989 года Youth of Today совершили концертный тур по Европе, выступив в: Швеции, Норвегии, Дании, Германии, Швейцарии, Австрии, Югославии, Италии, Франции, Бельгии, Нидерландах и Англии.
В 1990 году группа распалась, записав четыре песни для прощального мини-альбома, изданного Revelation Records. Три из них вышли на сингле «Disengage».

### После распада группы
В 1991 году Рэй Каппо основал кришнаитскую группу Shelter, к которой затем присоединился и Порселли. Уолтер был гитаристом в Gorilla Biscuits с 1986 года до распада группы. Во время европейского концертного тура группы в 1990 году, к ней присоединились Порселли и Сэмми. После распада Gorilla Biscuits, Уолтер основал группу Quicksand, а затем — Rival Schools и Walking Concert. Сэмми позднее был барабанщиком в CIV и других ансамблях, включая Limp Bizkit. В 2004 году участники Youth of Today собрались вместе и провели европейский тур в своём изначальном составе: Рэй Каппо, Порселли и Сэмми. В ходе европейского тура 2011 года Youth of Today впервые посетили Россию.

## Участники ансамбля
- Рэй Каппо — вокал (1985—1990, 2004)
- Джон Порселли — гитара (1985—1990, 2004)
- Ричи Биркенхед — гитара (1986—1987)
- Грэхам Филлипс — бас-гитара (1985—1986)
- Крэйг Сетари — бас-гитара (1986—1987)
- Уолтер Шрайфельс — бас-гитара (1987—1990)
- Кен Олден — бас-гитара (2004)
- Даррен Песке — ударные (1985—1986)
- Томми Кэррол — ударные (1986)
- Дрю Томас — ударные (1986—1987)
- Май «Джодж» — ударные (1987)
- Сэмми Сиглер — ударные (1987—1990, 2004)

## Дискография

### Альбомы
- Can’t Close My Eyes (1985)
- Break Down The Walls (1987)
- We're Not In This Alone (1988)
- Youth of Today (1990)

### Синглы
- «Can’t Close My Eyes» (1985, Positive Force Records, затем переиздавался на лейблах Schism Records, Caroline Records, We Bite Records и Revelation Records)
- «Disengage» (1990, Revelation Records)

### Концертные альбомы
- Yesterday (1991) (неофициальный релиз)
- Take A Stand (1992, Lost And Found Records)
- Anarchy In Vienna (1989) (неофициальный релиз)
- Live At Van Hall 1989, Amsterdam (1989, Commitment Records)
- Live At CBGB’s (1998, Reality Records)[3]

### Сборники
- Make It Work
- Connecticut Fun (1985)
- New York City Hardcore: Together  (1987, Revelation Records)
- New York City Hardcore — The Way It Is (1988, Revelation Records)
- Hold Your Ground
- Sunday Matinee
- In-Flight Program
- Voice Of The Voiceless
- Another Shot For Bracken
- A Time We’ll Remember
- We Bite
- We Bite
- The Sound of The Streets
- Revelation 100 (Revelation Records)